# 纹喉膜头鳕
紋喉膜首鱈（学名：Hymenocephalus striatissimus），又名鱈魚、短须膜首鳕、短须膜头鳕、正条鳕，輻鰭魚綱鱈形目鼠尾鱈科膜首鱈屬下的一个种，為深海底棲性魚類，分布於西北太平洋日本南部至東海海域，深度300-570公尺，體長可達20公分，其多生活于水深300-540米以及贝灰沙底或褐泥沙底。该物种的模式产地在日本骏河湾。

## 扩展阅读
- 維基物種上的相關：紋喉膜首鱈

1. 1 2  中国科学院动物研究所. . 《中国动物物种编目数据库》. 中国科学院微生物研究所.   [2009-04-11]. （原始内容存档于2016-03-05）.